# TERRIERS
TERRIERS (Tomographic Experiment using Radiative Recombinative Ionospheric EUV and Radio Sources), auch Explorer 76, war ein kleiner Forschungssatellit der NASA zur Erkundung der Ionosphäre und der Thermosphäre, dessen Mission jedoch kurz nach dem Start scheiterte.
Das Hauptziel der TERRIERS-Mission war die Demonstration von Techniken zur Vermessung der Elektronendichte der Ionosphäre sowohl in zwei als auch drei Dimensionen sowie der Erstellung von Photoemissionsprofilen der Thermosphäre durch Vermessung der Emissionen von extrem ultravioletter Strahlung (EUV) und der Anwendung tomographischer Methoden.
Als sekundäres Ziel war die Untersuchung verschiedener ionosphärischer und thermosphärischer Phänomene geplant. Weiterhin sollte eine Technik für langfristige Messungen der solaren EUV-Strahlung getestet werden.

## Hintergrund
TERRIERS war eine Mission im Rahmen des Explorer-Programms der NASA. Innerhalb des Programms war TERRIERS als zweite von drei Missionen der neuen Student Explorer Demonstration Initiative (STEDI) ausgewählt worden. Diese Initiative ermöglichte es, kleine Forschungssatelliten unter der Führung von Universitäten zu verwirklichen. Federführend bei der TERRIERS-Mission war ein Team der Boston University.

## Aufbau
TERRIERS bestand aus einer Satellitenstruktur, die von AeroAstro auf Basis des HETE-Satelliten gebaut wurde. Der Satellit war spinstabilisiert, wobei die Rotationsachse auf die Sonne ausgerichtet sein sollte. Auf der der Sonne zugewandten Seite befand sich Solarzellen zur Stromversorgung, die über eine Batterie für die Zeiten im Erdschatten abgepuffert war. Seitlich, senkrecht zur Rotationsachse waren die meisten Instrumente angeordnet, so dass diese während der Rotation den umgebenden Raum scannten. Ein weiteres Instrument war auf die Sonne gerichtet. Der Satellit besaß kein eigenes Antriebssystem.

### Instrumente
- Fünf TESS (Tomographic Extreme ultraviolet Slit Spectrographs) waren die Hauptinstrumente der Mission. Vier dieser Instrumente waren für Beobachtungen der Nachtseite der Erde konfiguriert, ein weiteres für die Tagseite. Es handelte sich bei den TESS-Instrumenten um einteilige abbildende Spektrografen mit großer räumlicher Auflösung und großer Auflösung für Wellenlängen.[4]
- Zwei Photometer sollten das sichtbare Licht messen, das von chemischen Reaktionen in der Hochatmosphäre erzeugt wird. Aus diesen Emissionen kann auf Strukturen der Elektronendichte in dieser Region geschlossen werden.[5]
- GISSMO (Gas Ionization Solar Spectral Monitor) war ein EUV-Spektrometer zur Untersuchung der solaren EUV-Strahlung, das ohne Optik auskommt. Es sollte die solaren EUV-Emissionen im Wellenlängenbereich von 7 bis 40 nm überwachen.[6]
- Radio Beacon war eine Ausbreitungsbake, deren Emissionen von verschiedenen Bodenstationen empfangen werden sollten, um die Zustände der Ionosphäre zu vermessen.[7]

## Missionsverlauf

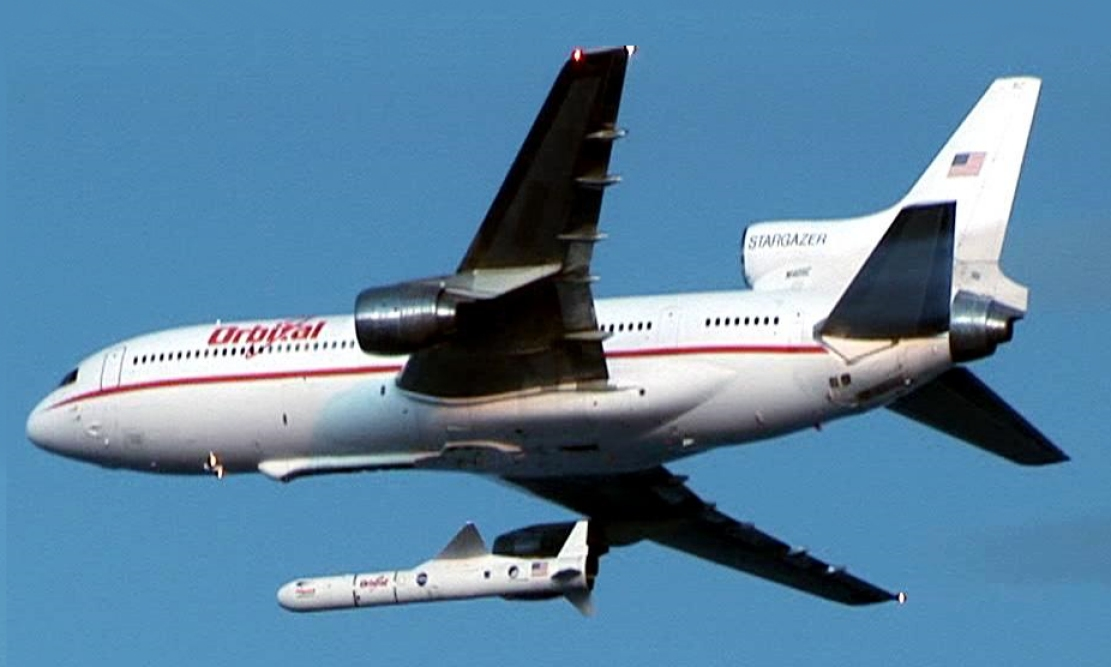
Eine Pegasus-XL-Rakete wie diese brachte TERRIERS in die Erdumlaufbahn

Am 18. Mai 1999 brachte von der Vandenberg Air Force Base eine Flugzeug-gestartete Pegasus-XL-HAPS-Rakete TERRIERS zusammen mit dem experimentellen Kommunikationssatelliten MUBLCOM erfolgreich in eine polare Erdumlaufbahn.
Der Funkkontakt zu TERRIERS konnte unmittelbar nach dem Absetzen hergestellt werden, jedoch stellte sich bereits nach dem zweiten Überfliegen der Bodenstation heraus, dass der Satellit sich nicht auf die Sonne ausrichten konnte, so dass die Solarzellen keinen Strom lieferten und der Satellit nur über die kurzfristig zur Verfügung stehende Energie der Batterie versorgt wurde. Kommandos zur Neuorientierung wurden beim dritten Überflug gesendet, aber TERRIERS antwortete nicht mehr. Auch spätere Kontaktversuche scheiterten, obwohl zunächst die Hoffnung bestand, dass der Satellit sich selbst reaktivieren könnte, sobald die Solarzellen des taumelnden Satelliten zufällig Sonneneinstrahlung erhielten. Die Mission war damit gescheitert.
Der inaktive Satellit befindet sich weiterhin als Weltraummüll in der Umlaufbahn. (Stand Dezember 2012)